# Kiss from a Rose
Kiss from a Rose är en popballad med R&B-inslag skriven och utgiven av sångaren Seal och producerad av Trevor Horn. Låten skrevs redan på 1980-talet, långt innan Seals första album, men gavs inte ut förrän 1994. Låten blev mycket populär efter att den togs med i filmen Batman Forever 1995. Den tilldelades senare tre Grammy Awards i kategorierna "årets inspelning", "årets låt" och "bästa manliga framförande av popsång".

## Listplaceringar
| Lista (1994-1995) | Position |
| ----------------- | -------- |
| Australien        | 1        |
| Irland            | 4        |
| Nederländerna     | 3        |
| Norge             | 3        |
| Storbritannien    | 4        |
| Sverige           | 8        |
| USA               | 1        |
| Österrike         | 3        |